# Tetanolita mynesalis
Tetanolita mynesalis (tên tiếng Anh: Smoky Tetanolita) là một loài bướm đêm thuộc họ Noctuidae. Nó được tìm thấy ở miền đông Bắc Mỹ.
Sải cánh dài 20–25 mm. Con trưởng thành bay từ tháng 5 đến tháng 11.
Ấu trùng có lẽ ăn lá chết.